# Sture Bergwall
Sture Ragnar Bergwall (en overgang kendt som Thomas Quick, et navn han bar fra 1992–2002), født 26. april 1950 i Källviken i Falun, er en svensk mand som blev dømt for et stort antal mord uden nogle vidner eller tekniske beviser der forbandt ham direkte til forbrydelserne. Han tilstod tredive mord der skulle være begået i Sverige, Norge, Danmark og Finland mellem 1964 og 1993, og blev dømt for de otte af dem. Siden 2013 har han dog været frikendt for samtlige. Bergwall er tidligere blevet anklaget for andre grove forbrydelser såsom groft tyveri og forsøg på drab og har været under psykiatrisk behandling fra teenage-alderen.
I en dokumentarfilm af Hannes Råstam som blev sendt i Sveriges Television i december 2008, trak Bergwall alle sine tilståelser om mord tilbage. I 2009 blev der første gang indsendt en renselserklæring for et af mordene (Yenon Levi) og en ny gennemgang af sagen blev bevilget efter beslutning fra Svea hovrätt samme år. Hovedanklageren Björn Ericson modsatte sig ikke at sagen skulle tages op på ny. men Christer van der Kwast anså at Ericson har draget fejlslutninger. Chefanklageren Eba Finné besluttede i 2010 at nedlægge retsforfølgelsen og frikendelsesdommen kom samme år; dette var på anmodning af Bergwall, uden at udfaldet skulle prøves ved retten. Siden det er han frikendt for ansvar i forhold til alle andre mord han tidligere er dømt for, samtlige uden at retten har prøvet substansen. Dette gælder for mordene på Therese Johannesen, Johan Asplund, Trine Jensen, Gry Storvik samt parret Marinus og Janni Stegehuis. Den sidste anklage mod Bergwall, for det påståede mord på Charles Zelmanovits, blev frafaldet i 2013 og han blev frikendt senere. Den sidste frikendende dom trådte i kraft den 26. november samme år.
Regeringen besluttede i 2013 at udpege professor emeritus i statskunskab, Daniel Tarschys, til særskilt udredning med henblik på at "granske og forklare retsvæsnet og plejens ageren i forbindelse med [...] at Sture Bergwall blev dømt for otte mord" samt "analysere om der har været strukturelle brister i retsvæsnets og plejens agerende i forbindelse med de aktuelle kriminalsager". Den 19. marts 2014 meddelte Förvaltningsrätten i Falun at Sture Bergwall fik lov til at forlade Säters sygehus for fortsætte betinget ambulant behandling.
Den 16 april 2015 blev det meddelt at Sture Bergwall var blevet udskrevet fra den psykiatriske afdeling. Han var selv den første til at bekræfte nyheden på sin Twitter-konto da han skrev "Fri! Fri på riktigt!". I dag er Bergwell helt udskrevet fra retspsykiatrien og bosat i en mindre by i Jämtland.
Sture Bergwall tog navnet Thomas Quick da mordanklager mod ham begyndte i starten af 1990'erne Fornavnet var efter hans påståede første offer, Thomas Blomgren, og efternavnet efter sin mors fødenavn. I foråret 2002 tog han sit tidligere navn, Sture Bergwall, tilbage. I medierne er han også blevet kaldt ”Sätermannen”.

## Biografi
Sture Bergwall voksede op sammen med seks søskende, deriblandt en tvillingsøster, i Korsnäs uden for Falun. Som barn fik han tuberkulose og tilbragte en tid på et sanatorium. Ifølge Bergwall selv, blev han seksuelt misbrugt af sin far som barn og meget strengt behandlet af sin mor. Omkring 14-årsalderen, begyndte hans homoseksuelle og biseksuelle tilbøjeligheder at vise sig, han gjorde tilnærmelser til yngre drenge, hvilket blev anmeldt.
Han udviste kunstneriske evner, blandt andre skuespil, og beskrives som fantastisk, men manipulerede. Efter gymnasiet blev han mere og mere religiøs, og bestemte sig for at blive præst, men i stedet tog han et job på sygehuset i Falun.

## Forbrydelserne
Sin første dom fik han i 1970, efter at han i 1969, under sin ansættelse på sygehuset, havde prøvet at forgribe sig på fire drenge, som var indlagt på børneafdelingen. Byretten afviste anklagen om drabsforsøg, og han blev dømt til retspsykiatrisk behandling.
I 1974 blev han mistænkt for at have stukket en mandlig elsker ned i Uppsala, men han blev aldrig tiltalt, da han stadig var under retspsykiatrisk behandling.
1990–1991 blev Bergwall dømt til retspsykiatrisk behandling for et groft røveri. Under den psykoterapeutiske behandling, begyndte han tilstå, at han havde begået flere mord i Sverige og Norge mellem 1964 og 1990, flere af tilståelserne ledte til opklaringer af uopklarede mord, blandt andet et 18 år gammelt mord, der kunne erklæres for opklaret, lige som et mord i Växjö i 1964, nu blev anset for at være opklaret.
Bergwall blev dømt for disse otte mord ved seks forskellige retssager, men er sidenhen blevet frikendt i alle sagerne.
- Charles Zelmanovits, Piteå, 1976
- Janni og Marinus Stegehuis, Appojaure, 1984
- Trine Jensen, Oslo, 1981
- Gry Storvik, Oslo, 1985
- Johan Asplund, Sundsvall, 1980
- Therese Johannesen, Drammen i Norge, 1988
- Yenon Levi, Rörshyttan, 1988